# IJsseloevers

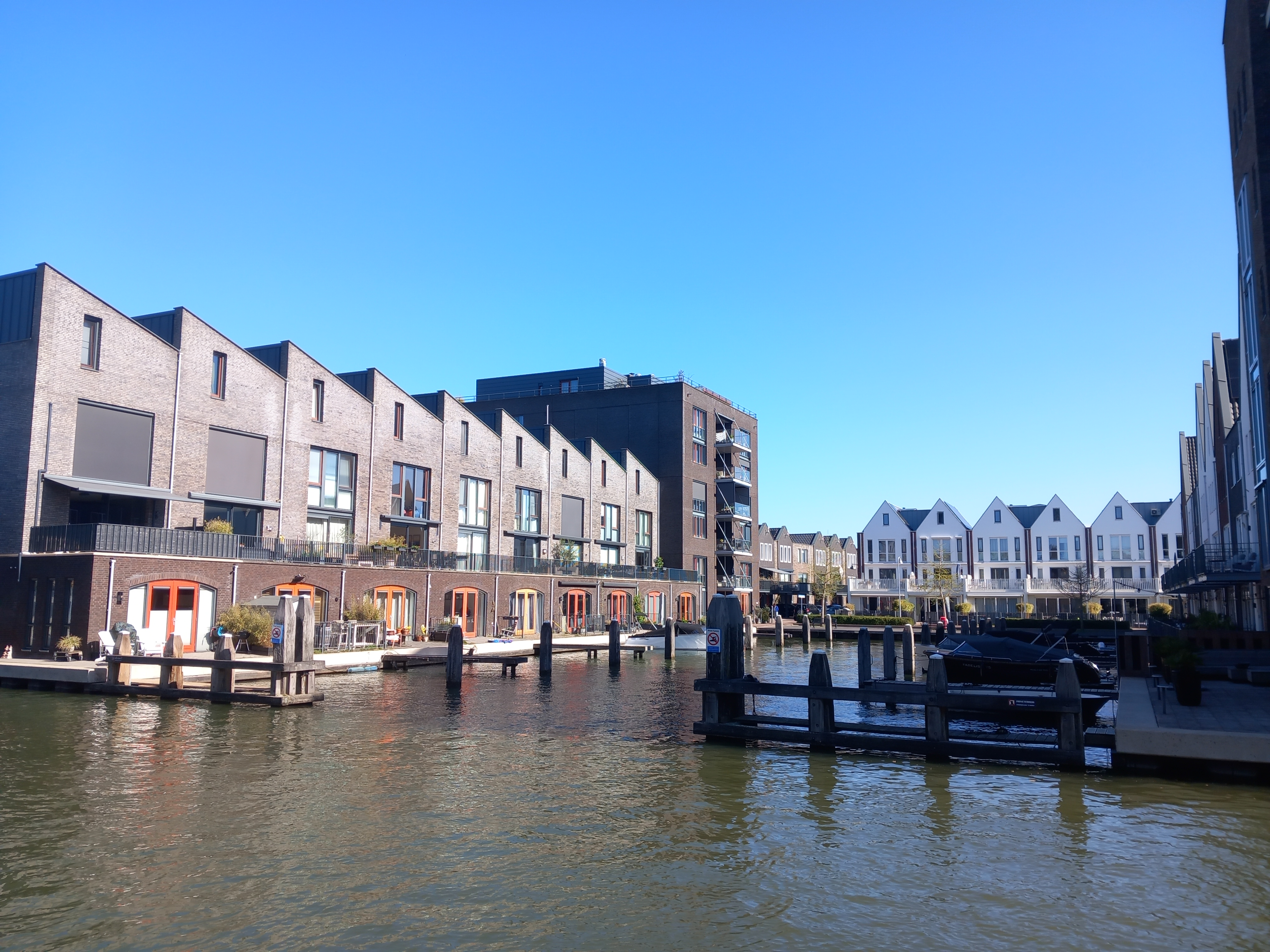
Woningen aan de Hollandse IJssel in de buurt IJsseloevers

IJsseloevers is een buurt van IJsselstein, in de Nederlandse provincie Utrecht. De wijk heeft 540 inwoners (2023).. 
De buurt grenst met de klok mee aan De buurten IJsselveld-West, Oranjekwartier, Hazenveld en Overwaard en Eiterse Waard. De buurt is een relatief smalle strook tussen de Hollandse IJssel en de Zomerdijk.

## Geschiedenis
Tot het begin van de 20e eeuw kende het gebied slechts sporadische (agrarische) bebouwing, het meest langs de Poortdijk. In de loop van de 20e eeuw trok de gunstige ligging langs de Hollandse IJssel steeds meer bedrijvigheid aan. Het betrof in enkele gevallen bedrijven waarvoor in de Binnenstad niet genoeg ruimte was. Aan het begin van de 21e eeuw zijn enkele lege ruimtes in de buurt voorzien van woningbouw. De buurt kent zodoende heden ten dage een afwisseling van gebieden met woningen als (grootschalige) bedrijvigheid.   

## Openbaar Vervoer
Aan de noordzijde van de buurt bevindt zich het tracé van de Utrechtse Sneltram, parallel aan de Kerspellaan. Er zijn echter geen haltes in of in de nabijheid van de buurt. 
Stad: IJsselstein      Buurtschappen: Achtersloot · Klaphek · Knollemanshoek (deels)

Woonwijken: Centrum · Noord · West · Zuid

Woonbuurten: Binnenstad · Nieuwpoort · Groenvliet · Kasteelkwartier · Europakwartier · Oranjekwartier · IJsselveld-Oost · IJsselveld-West · IJsseloevers · Hazenveld en Overwaard · Panoven · De Hoven en De Boomgaard · De Tuinen · Het Hart · De Wereldsteden · De Rivieren · Het Staatse · Benschopperpoort en Het Podium · Achterveld-Zuid · Achterveld-West · Achterveld-Noord · Achterveld-Oost · Eiterse Waard · Landelijk gebied Noord · Landelijk gebied Zuid

Overige buurten: Rijpickerwaard · Paardenveld · Over Oudland · Industrieterrein Lage Dijk · Bedrijventerrein De Corridor
Utrecht · Plaatsen in de provincie      Nederland · Provincies · Gemeenten